# Юріє Лянке
Ю́ріє Ля́нке (рум. Iurie Leancă; нар. 20 жовтня 1963, Чимішлія, Молдавська РСР, СРСР) — молдовський державний і громадсько-політичний діяч, дипломат. Колишній прем'єр-міністр Республіки Молдова.
Перший заступник голови Ліберал-демократичної партії Молдови.

## Освіта
1993 року закінчив Московський державний інститут міжнародних відносин. Володіє румунською, російською, англійською, французькою, угорською та болгарською мовами.

## Кар'єра
До 1993 — працював у МЗС Республіки Молдова.
У 1993–1996 — міністр-радник посольства Республіки Молдова в США.
У 1997–1998 — начальник головного управління Європи і Північної Америки МЗС Молдови.
У 1998–1999 — заступник міністра закордонних справ Молдови.
У 1999–2002 — перший заступник міністра закордонних справ Молдови.
У 2001 — виконував обов'язки міністра закордонних справ Молдови.
У 2001–2005, 2007–2009 — віцепрезидент компанії «ASCOM».
У 2005–2007 — старший радник Верховного Комісара ОБСЄ з питань національних меншин.
У 2005–2009 — віцепрезидент Асоціації зовнішньої політики Молдови.
З 2009 — депутат Парламенту Молдови.
У 2009–2013 — міністр закордонних справ та європейської інтеграції Молдови.
Дипломатичний ранг: Надзвичайний і повноважний посол.

## Особисте життя
Мати — етнічна болгарка. Одружений, двоє дітей.